# Taste
Pour les articles homonymes, voir Taste (homonymie).
Taste est un groupe de rock irlandais formé en 1966 à Cork, en Irlande. Il est particulièrement connu pour avoir eu comme membre fondateur le guitariste Rory Gallagher. Ce groupe a ouvert le concert d'adieu de Cream, partageant l'affiche avec le groupe Yes, le 26 novembre 1968.

## Biographie
Taste est un trio composé initialement de Rory Gallagher à la guitare et au chant, Eric Kitteringham à la basse, et Norman Damery à la batterie. Au début de sa carrière, Taste tourne à Hambourg et en Irlande avant de devenir régulier d'un club de Belfast en Irlande du Nord.
En 1968, Taste commence à se produire au Royaume-Uni quand le groupe éclate. Gallagher engage alors le bassiste Richard McCracken et le batteur John Wilson. Le nouveau Taste s'installe à Londres où le trio signe chez Polydor. Taste tourne alors aux États-Unis et au Canada en compagnie du supergroupe Blind Faith. En 1969 Taste enregistre ses deux albums en studio : Taste puis On The Boards. Sur ce dernier, Gallagher joue du saxophone sur plusieurs titres.
Le 28 août 1970, Taste participe au festival de l'île de Wight, en compagnie de musiciens réputés comme Jimi Hendrix et les Who. Leur prestation est très bien accueillie leur valant d'obtenir cinq rappels. Plus tard cette même année, Taste effectue une nouvelle tournée en Europe avant de produire leur dernier spectacle au New Year's Eve à Belfast. En 1970, Taste se sépare laissant Rory Gallagher poursuivre une carrière en solo.
Le groupe se reforme en août 2006, Sam Davidson reprenant le chant et la guitare laissés par Gallagher, le musicien étant décédé en 1995. En 2009, le groupe reformé sort un album, Wall to Wall. En octobre de la même année, Richard McCraken est remplacé à la basse par Albert Mills : il ne reste alors plus que le batteur John Wilson de la formation du groupe de 1968. Le groupe tourne pendant deux ans puis s'arrête à la suite de graves ennuis de santé de John Wilson. Après une pause de près de cinq ans, le groupe se reforme fin 2016. La section rythmique mythique John Wilson / Richard Mc Cracken sera sur scène en 2017.

## Formation de Taste
| Periode              | Formation | Albums                                                                                              |
| -------------------- | --- | --------------------------------------------------------------------------------------------------- |
| Aout 1966 - Mai 1968 | - Rory Gallagher - Guitare, chant, saxophone, harmonica - Eric Kitteringham - Basse - Norman Damery - batterie | |
| Mai 1968 - Oct 1970  | - Rory Gallagher - Guitare, chant, saxophone, harmonica - Richard McCraken - Basse - John Wilson - batterie    | - Taste (1969) (1970) - On The Boards (1970) - Live Taste (1971) - Live at the Isle of Wight (1972) |
| Aout 2006 - Oct 2009 | - Sam Davidson - Guitare, chant - Richard McCraken - Basse - John Wilson - batterie                            | - Wall to Wall (2009)                                                                               |
| Oct 2009 - présent   | - Sam Davidson - Guitare, chant - Albert Mills - Basse - John Wilson - batterie                                | |

## Discographie

### Albums
- 1969 - Taste
- 1970 - On the Boards
- 1971 - Live Taste (en public)
- 1972 - Live at the Isle of Wight (en public)
- 1974 - In the Beginning, an Early Taste of Rory Gallagher (compilation)
- 1974 - Take It Easy Baby (compilation)
- 2009 - Wall to Wall

### Vidéos
- 2015 - What's Going on - Live at the Isle of Wight

## Référence
- (en) Cet article est partiellement ou en totalité issu de l’article de Wikipédia en anglais intitulé « Taste (band) » (voir la liste des auteurs).